# Dan Potocianu
Dan Ion Potocianu, né le 5 mars 1974 à Reșița, est un footballeur international roumain, qui évoluait au poste de défenseur. 

## Biographie
Dan Potocianu évolue en Roumanie et en Suisse. Il dispute 186 matchs en première division roumaine, inscrivant sept buts, et 64 matchs en première division suisse, marquant deux buts. Il remporte un titre de champion de Suisse avec le Servette.
Il joue également huit rencontres en Coupe de l'UEFA.
Dan Potocianu reçoit une seule et unique sélection en équipe de Roumanie. Il s'agit d'une rencontre disputée le 6 septembre 1997 face au Liechtenstein, rentrant dans le cadre des éliminatoires du mondial 1998 (victoire 1-8 à Eschen).

## Palmarès

### En club
- Avec le Național Bucarest
  - Vice-champion de Roumanie en 1996, 1997 et 2002
  - Finaliste de la Coupe de Roumanie en 1997

- Avec le Servette FC
  - Champion de Suisse en 1999
  - Vice-champion de Suisse en 1998